# Max Schloessinger
Max Schloessinger (Heidelberg, 1877 – New York, 1944) è stato un filologo, teologo e rabbino tedesco di cultura ebraica.

## Biografia
Max Schloessinger, o Schlössinger, studiò inizialmente nelle scuole pubbliche della sua città natale, compreso il ginnasio e la sua eccellente Università, frequentando poi l'Università di Vienna e di Berlino, addottorandosi nel 1901. Parallelamente studiò anche all'Israelitisch-Theologische Lehranstalt di Vienna e, in seguito, il Veitel-Heine-Ephraim'sche Lehranstalt e il Lehranstalt für die Wissenschaft des Judenthums a Berlino, dove fu ordinato rabbino nel 1903. 
Partì quell'anno stesso alla volta di New York, e fu aggregato Comitato editoriale della Jewish Encyclopedia, presentando le sue dimissioni un anno dopo, quando accettò il posto di Bibliotecario e docente di "Esegesi rabbinica" nella Hebrew Union College di Cincinnati.
Sionista militante negli Stati Uniti e nei Paesi Bassi, emigrò in Palestina nel 1915 e vi soggiornò fino al 1939, allorché tornò a New York. Nel corso del suo soggiorno nella Palestina ottomana dapprima e in quella mandataria successivamente, operò con sua moglie per l'istituzione e la successiva operatività dell'Università ebraica di Gerusalemme.

Un Max Schloessinger Memorial Fund è stato creato in questo eccellente Ateneo al fine di facilitare la pubblicazione di testi storico-religiosi e letterari arabi.

## Opere
- Ibn Kaisan's Commentar zur Mo'allaqa des 'Amr ibn Kultum nach einer Berliner Handschrift, su: Zeitschrift für Assyriologie und Verwandte Gebiete, vol. xvi., part i., pp. 15 e segg., Strasburgo, 1901
- The Ritual of Eldad ha-Dani, Kessinger Publishing (ristampa luglio 2007)